# Cấu trúc phức hợp

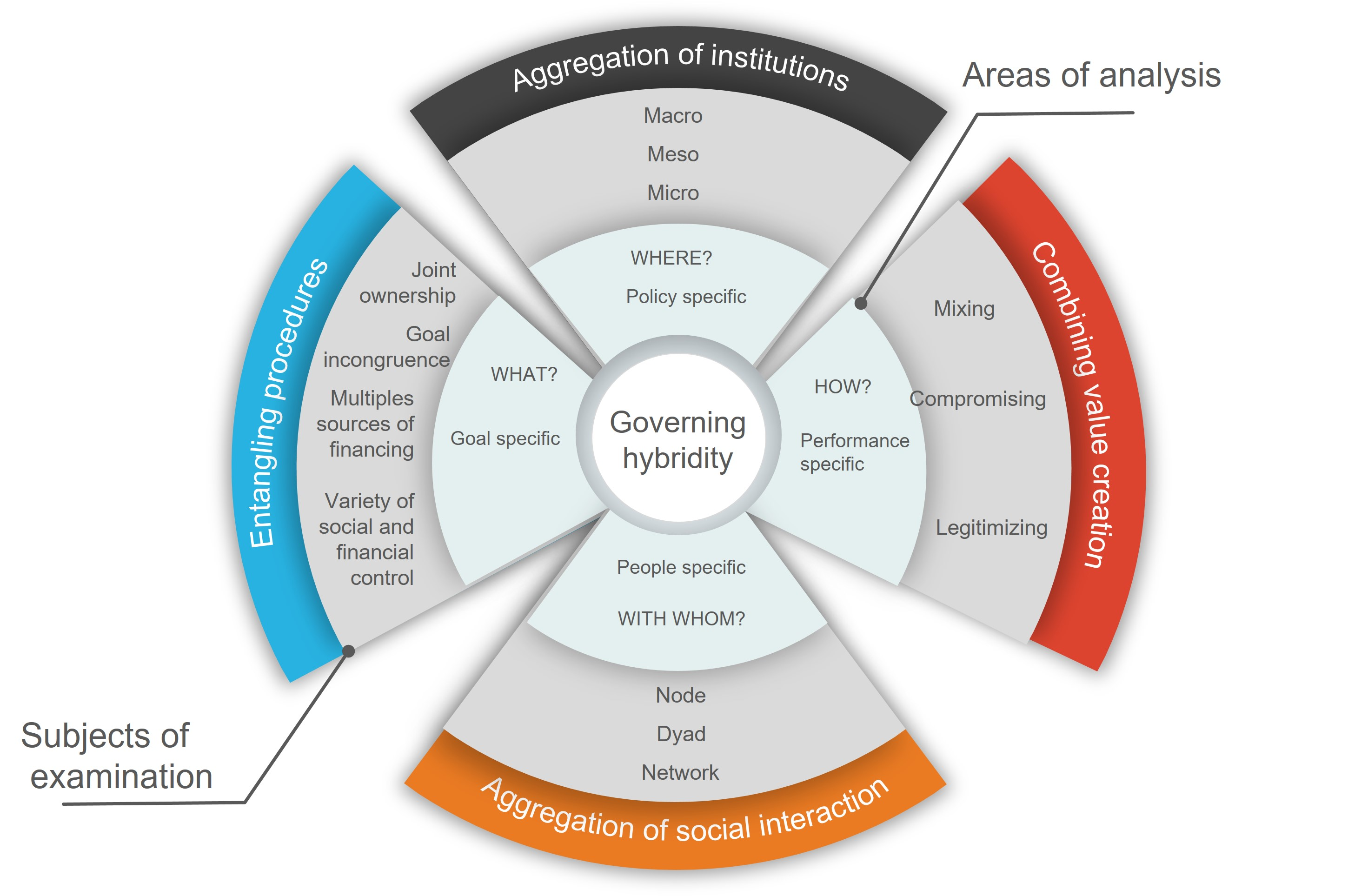
Mô hình cấu trúc phức tạp của một doanh nghiệp với nhiều lớp, nhiều tầng nấc (minh họa tiếng Anh)

Cấu trúc phức hợp (Hybrid organization) hay cấu trúc tổ chức kết hợp (Hybrid organizational structure) là một tổ chức kết hợp các yếu tố, hệ thống giá trị và tư duy hành động (như tác động xã hội và tạo ra lợi nhuận) của nhiều lĩnh vực khác nhau trong xã hội như là khu vực công, khu vực tư nhân và khu vực tự nguyện. Một khái niệm tổng quát hơn về tính phức hợp có thể được nhận thấy trong các thể chế và quản trị hỗn hợp (quản lý hỗn hợp). Đây là cách thức một tổ chức, doanh nghiệp hoặc một giao dịch được thiết lập và sắp xếp bằng cách sử dụng một mạng lưới đa tầng gồm nhiều công ty và thỏa thuận pháp lý khác nhau, thay vì chỉ dùng một công ty duy nhất. 

## Các thành tố

### Cơ cấu
Theo nghiên cứu trước đây, sự kết hợp giữa lĩnh vực công và lĩnh vực tư bao gồm các đặc điểm  như quyền sở hữu chung, sự không nhất quán về mục tiêu và hệ thể chế khác nhau trong cùng một cơ cấu tổ chức, sự đa dạng trong các nguồn tài chính, các hình thức kiểm soát kinh tế và xã hội khác nhau, việc tạo ra giá trị trong các cơ cấu hỗn hợp diễn ra thông qua ba cơ chế thứ cấp như trộn lẫn, thỏa hiệp, hợp pháp hóa. Việc kết hợp các loại giá trị riêng biệt có thể có nhiều hình thức. Một đặc điểm chung của các hình thức này là việc kết hợp các loại giá trị hiện có để đóng góp các biến thể giá trị mới. Thỏa hiệp liên quan đến việc giải quyết các khiếu nại, xung đột giữa các bên tương tác. Theo quan điểm hợp pháp hóa, các loại hình phức hợp được điều chỉnh để đáp ứng nhu cầu của nhiều đối tượng gồm chính phủ, công dân và khách hàng, cũng như các thị trường cạnh tranh, trong đó, cấu trúc pháp lý phức tạp là một công cụ mạnh và tinh vi được các tập đoàn lớn sử dụng để quản lý hoạt động trên toàn cầu. Nhiều tập đoàn lớn có “cấu trúc phức tạp", kết hợp của nhiều mô hình khác nhau xoay quanh một chiến lược lõi. Việc bàn về các khía cạnh quan hệ của tính phức hợp giữa các nút thắt, điểm gặp gỡ, các cặp song hành và mạng lưới hệ thống đặt ra nhiều vấn đề, nhất là sự rạn nứt. Đôi khi, việc quản lý tính phức hợp đòi hỏi phải có hành động cân bằng giữa các thế lực song song và đối lập. Trong những trường hợp khác, tính phức hợp thể hiện nỗ lực xây dựng các mô hình tương tác thực sự mới để giải quyết các vấn đề đang gặp phải, nhưng cũng có trường hợp tính hỗn hợp, lai tạp đưa đến những hạn chế đối với các mô hình tương tác.
Cấu trúc hỗn hợp kết hợp các đặc điểm tổ chức thông qua việc một tổ chức có khả năng pha trộn các đặc điểm từ các tổ chức hoặc nền văn hóa khác nhau để tạo ra các giải pháp phù hợp với nhu cầu của mình. Bằng cách kết hợp các mệnh lệnh xã hội và kinh tế, các tổ chức này có thể đạt được sự bền vững lâu dài, ngoài ra đây còn là sự kết hợp các mô hình kinh doanh, kết hợp các lĩnh vực, chẵng hạn như một tổ chức hoạt động đồng thời trong cả khu vực công và khu vực tư, thực hiện các nhiệm vụ công và phát triển các hoạt động thị trường thương mại. Một ví dụ điển hình là các doanh nghiệp xã hội, sử dụng các phương pháp thương mại để theo đuổi sứ mệnh xã hội. Nó cũng chỉ một cơ cấu tổ chức kết hợp các yếu tố từ nhiều loại hình cấu trúc khác nhau (như chức năng, ma trận, dự án) để tối ưu hóa hoạt động. Ví dụ, một công ty có thể có các phòng ban hoạt động theo chức năng (marketing, tài chính) nhưng lại thành lập các đội dự án liên phòng ban để thực hiện các mục tiêu cụ thể. Đây là sự kết hợp giữa các lĩnh vực khác nhau, chẳng hạn như một tổ chức hoạt động đồng thời trong cả khu vực công và khu vực tư, vừa thực hiện các nhiệm vụ xã hội, vừa phát triển các hoạt động thương mại để tự duy trì. Cấu trúc hỗn hợp có thể được nghiên cứu trên khắp các cấp độ xã hội trong các bối cảnh vi mô, trung mô và vĩ mô. Tuy nhiên, sự tập hợp các thể chế tuân theo các mô hình khác nhau trong chính phủ, doanh nghiệp và xã hội dân sự. 

### Pháp lý
Cấu trúc pháp lý phức tạp (Complex legal structure) hay cấu trúc doanh nghiệp phức hợp (Complex corporate structure) 
mô tả một hệ thống gồm nhiều thực thể pháp lý (như công ty, quỹ tín thác, công ty con, công ty liên kết) được kết nối với nhau thông qua quyền sở hữu, hợp đồng, hoặc các thỏa thuận khác. Thay vì một doanh nghiệp hoạt động như một công ty đơn lẻ, thông qua hệ thống cấu trúc phức hợp đã tạo ra một mạng lưới các thực thể để đạt được những mục tiêu chiến lược, tài chính và pháp lý cụ thể. Cấu trúc này thường không minh bạch ngay lập tức và khó để nhìn thấu toàn bộ nếu chỉ nhìn từ bên ngoài. Đặc điểm chính của một cấu trúc pháp lý phức tạp bao gồm yếu tố nhiều lớp, thường có công ty mẹ (Holding company) ở trên cùng, sở hữu các công ty con, công ty thành viên ở các cấp dưới. Các công ty con này lại có thể sở hữu các công ty con khác, tạo ra nhiều tầng nấc, nhiều lớp sở hữu, bao gồm cả việc sở hữu chéo khi các công ty trong cùng một tập đoàn có thể sở hữu cổ phần của nhau, tạo ra một mạng lưới sở hữu phức tạp và đôi khi là vòng vèo. Khi doanh nghiệp có cấu trúc pháp lý phức tạp thì cơ cấu hệ thống của nó sẽ sử dụng nhiều loại hình pháp nhân, kết hợp nhiều loại hình thực thể khác nhau như công ty cổ phần, quỹ tín thác (Tờ-rớt), công ty có mục đích đặc biệt (Các phương tiện chuyên dụng/SPV), công ty hợp danh. Những công ty kiểu này thường bao gồm các công ty được thành lập ở nhiều quốc gia khác nhau, hình thành các tập đoàn đa quốc gia. 
Việc tạo ra cấu trúc pháp lý phức tạp khi doanh nghiệp thường xây dựng các cấu trúc này vì những lý do như để tối ưu hóa thuế bằng cách phân bổ lợi nhuận, tài sản và các khoản nợ giữa các công ty con ở những quốc gia có mức thuế suất khác nhau, tập đoàn có thể giảm thiểu tổng số thuế phải nộp một cách hợp pháp. Bằng cách thành lập các công ty con hoặc chi nhánh ở các quốc gia có ưu đãi thuế hoặc hiệp định tránh đánh thuế hai lần, các tập đoàn đa quốc gia có thể giảm thiểu nghĩa vụ thuế toàn cầu của mình một cách hợp pháp. Các doanh nghiệp thực hiện cơ cấu này như là một biện pháp bảo vệ tài sản nhất là các tài sản có giá trị cao (như bằng sáng chế, thương hiệu, bất động sản) có thể được cơ cấu sở hữu trong một công ty riêng biệt. Nếu một công ty khác trong tập đoàn gặp rủi ro pháp lý hoặc phá sản, các tài sản này vẫn được bảo vệ. Cấu trúc pháp lý hỗn hợp cũng có thể góp phần làm giảm thiểu trách nhiệm pháp lý, vì cấu trúc này cho phép cô lập rủi ro, nhất là các hoạt động kinh doanh có rủi ro cao (như xây dựng, khai khoáng, bất động sản) có thể được thực hiện bởi một công ty con riêng. Nếu có sự cố xảy ra, trách nhiệm pháp lý sẽ được giới hạn trong phạm vi của công ty con đó, không ảnh hưởng đến toàn bộ tập đoàn. Chẵng hạn như khi hình thành một dự án kinh doanh rủi ro cao có thể được thực hiện thông qua một công ty con riêng biệt (doanh nghiệp dự án), khi dự án thất bại và dẫn đến nợ nần, các chủ nợ thường chỉ có thể truy đòi tài sản của công ty con đó mà không ảnh hưởng đến tài sản của công ty mẹ hoặc các công ty thành viên khác trong tập đoàn.
Cấu trúc này cũng thuận tiện nhất định trong quản trị và vận hành khi nó sẽ tách biệt các mảng kinh doanh khác nhau (chẵng hạn bán lẻ, sản xuất, công nghệ) vào các công ty con riêng giúp việc quản lý, theo dõi hiệu quả hoạt động và ra quyết định trở nên dễ dàng hơn. Cấu trúc này sẽ tạo thuận lợi cho đầu tư và thoái vốn thông qua việc chia doanh nghiệp thành các đơn vị pháp lý riêng biệt giúp dễ dàng hơn trong việc bán đi một phần hoạt động kinh doanh hoặc thu hút nhà đầu tư vào một lĩnh vực cụ thể mà không ảnh hưởng đến toàn bộ tập đoàn. Trong một số ngành được quản lý chặt chẽ (như ngân hàng, bảo hiểm, chứng khoán, bất động sản), các cấu trúc phức tạp có thể cần thiết để tách biệt các loại hình kinh doanh khác nhau nhằm tuân thủ các yêu cầu pháp lý cụ thể. Trong một số trường hợp, cấu trúc pháp lý phức tạp được thiết kế để che giấu quyền sở hữu và dòng tiền, cấu trúc này cũng có thể được sử dụng để che giấu danh tính của chủ sở hữu hưởng lợi cuối cùng. Đồng thời, các cấu trúc phức tạp, đặc biệt là việc sử dụng các quỹ tín thác, các Tơ-rớt giúp các gia tộc giàu có quản lý tài sản và chuyển giao cho các thế hệ tương lai một cách hiệu quả và kín đáo (chẵng hạn như theo chế định tín thác bí mật trong luật pháp Anh quốc), do đó, cấu trúc pháp lý phức tạp là một công cụ mạnh mẽ cho các doanh nghiệp và cá nhân có tài sản lớn để quản lý hoạt động, tài chính, vốn, tài sản và quản trị rủi ro. Tuy vậy, mô hình này cũng có một số nhược điểm như chi phí thành lập, duy trì và tư vấn pháp lý, kế toán cho một hệ thống phức tạp là rất lớn. Việc quản lý phức tạp phải đòi hỏi đội ngũ chuyên gia giỏi để vận hành và đảm bảo tuân thủ pháp luật ở tất cả các quốc gia. Mô hình này dễ bị các cơ quan thuế và cơ quan quản lý nhà nước giám sát chặt chẽ và cấu trúc được thiết lập nhằm mục đích trốn thuế bất hợp pháp, công ty có thể đối mặt với các khoản phạt nặng và truy tố hình sự hay có thể bị công chúng chỉ trích là né thuế hoặc thiếu minh bạch, gây ảnh hưởng xấu đến hình ảnh thương hiệu, danh tiếng.